# 拉谢兹
拉谢兹（法語：La Chèze，法語發音：[la ʃɛz]）是法国阿摩尔滨海省的一个市镇，位于该省南部，属于圣布里厄区。

## 地理
拉谢兹（48°7'53"N, 2°39'22"W）面积2.53 平方千米，位于法国布列塔尼大區阿摩尔滨海省，该省份为法国西北部沿海省份，位于布列塔尼半岛北部，北濒大西洋英吉利海峡，西接菲尼斯泰尔省，南至莫尔比昂省，东临伊勒-维莱讷省。
与拉谢兹接壤的市镇（或旧市镇、城区）包括：布雷昂、圣巴尔纳贝、普莱梅、普吕米约。

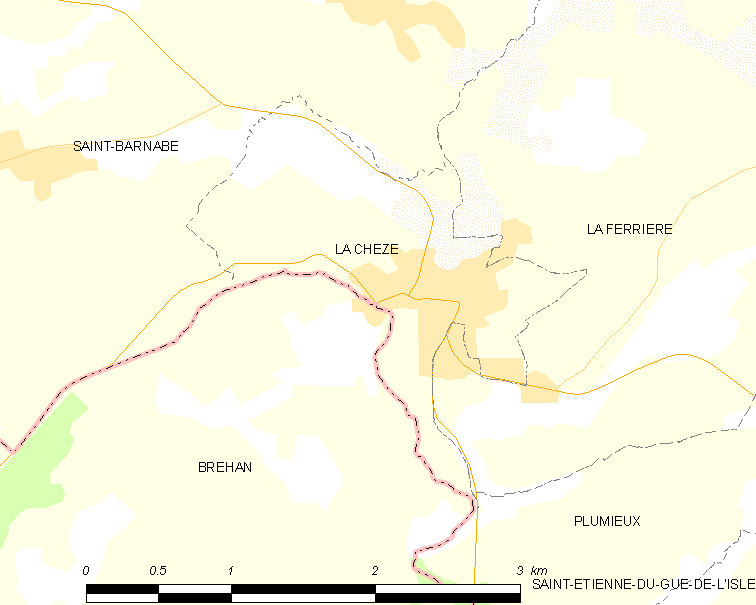
拉谢兹的OSM定位图

拉谢兹的时区为UTC+01:00、UTC+02:00（夏令时）。

## 行政
拉谢兹的邮政编码为22210，INSEE市镇编码为22039。

## 政治
拉谢兹所属的省级选区为卢代阿克县。

## 人口

1962-2008年间拉谢兹人口变化图示

拉谢兹于2022年1月1日时的人口数量为572人。